# Kantige basterdwederik
De kantige basterdwederik (Epilobium tetragonum) is een eenjarige plant die behoort tot de teunisbloemfamilie (Onagraceae). De plant komt van Noord-Afrika tot in Europa en Noord-Azië voor.

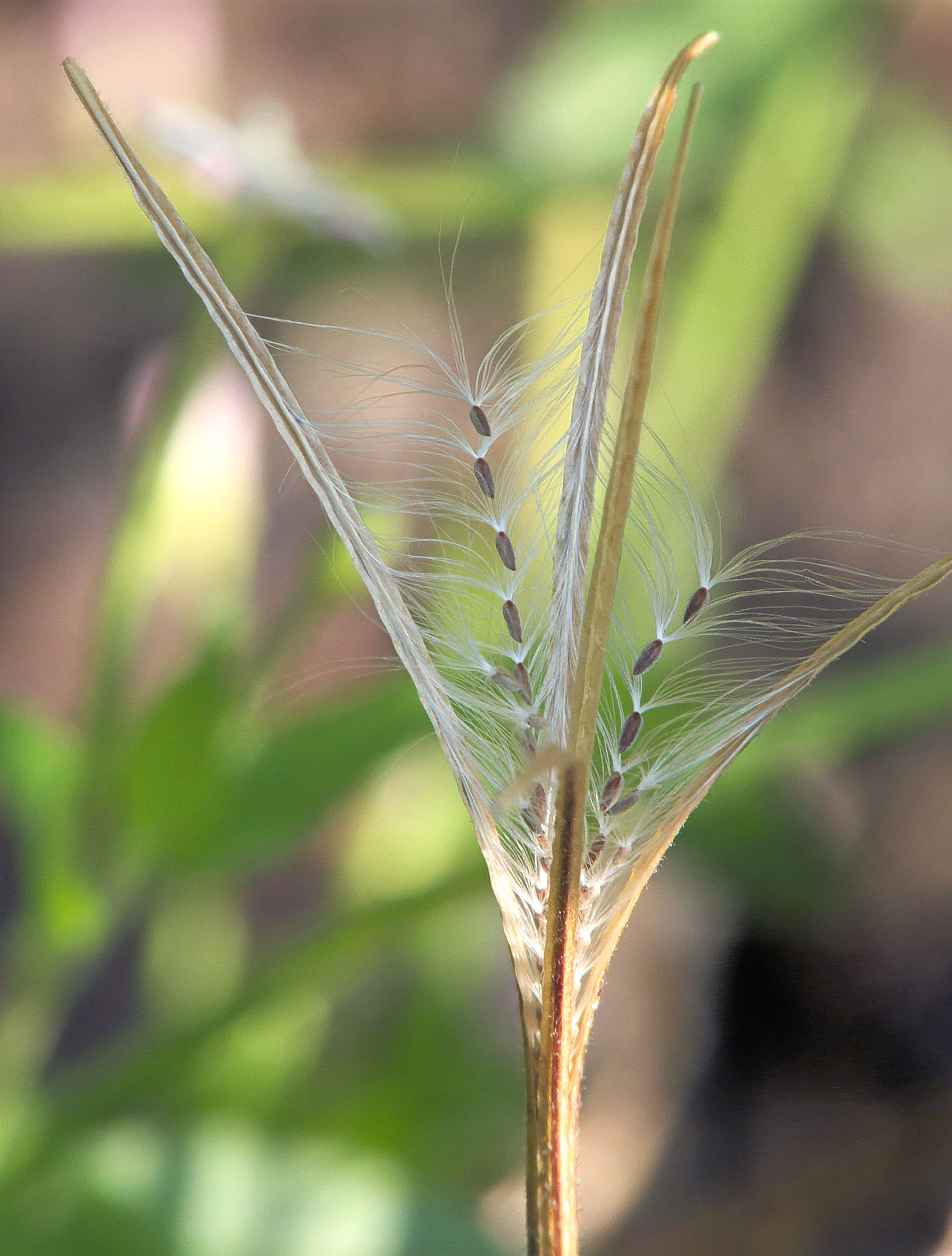
Opengesprongen vrucht

De plant wordt 0,3-1 m hoog en heeft een wortelstok met zeer korte uitlopers, waaraan bladrozetten gevormd worden. De harde, kale, kantige stengel is rechtopgaand en heeft licht- tot donkergroene bladeren, die scherp getand zijn en waarvan de bladrand kaal is. Op de stengel zitten gekromde, aanliggende, gewone haren of deze is kaal.

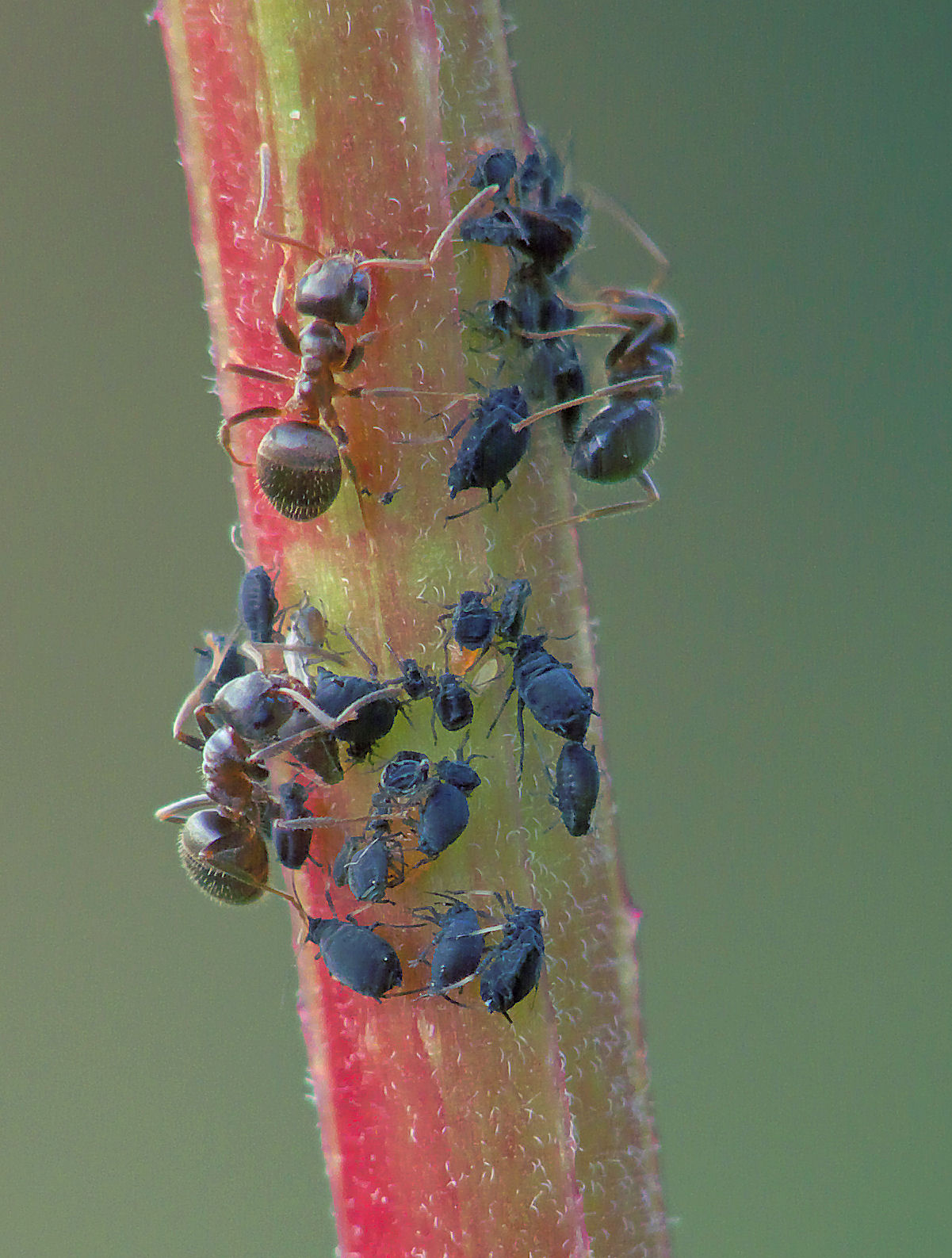
Stengel met zwarte bonenluis en mieren

Kantige basterdwederik bloeit in juli en augustus met roze, 4-8 mm grote bloemen, die in de knop rechtop staan. De bloemkroon telt vier, aan de top ingesneden kroonbladen. Ze doen daardoor aan een hartje denken. De stempel heeft de vorm van een knots.
De 7-10 cm lange vrucht is een met vier kleppen openspringende (dehiscente) doosvrucht. Aan het zaad zit zaadpluis.
De kantige basterdwederik komt voor op vochtige, zeer voedselrijke of licht brakke grond op kapvlakten, slootkanten, zandplaten en wordt beschouwd als onkruid in moestuinen.